# Polynemus melanochir dulcis
Polynemus melanochir dulcis is een ondersoort van de straalvinnige vissen uit de familie van de draadvinnigen (Polynemidae). De wetenschappelijke naam van de soort is voor het eerst geldig gepubliceerd in 2002 door Motomura & Sabaj Pérez.